# Wonder (nummer van Shawn Mendes)
"Wonder" is een nummer van de Canadese zanger Shawn Mendes van zijn vierde studioalbum met dezelfde naam. Het nummer, dat dient als de eerste single van het album, werd op 2 oktober 2020 uitgebracht door Island Records. De single is geschreven en geproduceerd door Mendes, Scott Harris, Nate Mercereau en Kid Harpoon.

## Achtergrond
Het nummer en het album werden voor het eerst aangekondigd op 30 september 2020 op Mendes' Twitter- account, waar hij tweette "WHAT IS #WONDER".  Hij volgde de tweet met een link naar een interactieve website, waar op een stuk papier op de vloer in een interactieve ruimte een setlist stond met het woord Wonder. Later plaatste hij een handgeschreven notitie op social media en bevestigde hij dat de single, evenals een begeleidende videoclip, op 2 oktober zou worden uitgebracht. 

## Videoclip
De muziekvideo ging in première op het Vevo- kanaal van Mendes op 2 oktober 2020 om middernacht Eastern Time. De video werd geregisseerd door Matty Peacock.